# 凯瑟琳 (北达科他州)
凯瑟琳（英語：Kathryn），是美国北达科他州下属的一座城市。根据2010年美国人口普查，该市有人口52人。